# マルコス・マウロ
マルコス・マウロ・ロペス・グティエレス（Marcos Mauro López Gutiérrez, 1991年1月9日 - ）は、アルゼンチン・ブエノスアイレス州クライポレ出身のサッカー選手。FCフアレス所属。ポジションはDF。

## クラブ経歴
2008年にスペインに渡り、CFフエンラブラダのカンテラに入所。2009年にトップチームに昇格。2013年までプレーした。
2013年8月13日、ビジャレアルCFと4年契約を締結。加入後ローン移籍でSDウエスカなどでプレー。2015年からはbrチームでプレーしたものの、トップチーム昇格でには至らず、2017年に契約満了で退団。
2017年7月12日、カディスCFと3年契約を締結。2019-20シーズンはセグンダ・ディビシオンで2位に入り、2005-06シーズン以来のラ・リーガ復帰に貢献。2020年7月22日にはカディスと2022年までの契約に合意した。